# Liriomyza barrocoloradensis
Liriomyza barrocoloradensis är en tvåvingeart som beskrevs av Frost 1936. Liriomyza barrocoloradensis ingår i släktet Liriomyza och familjen minerarflugor.
Artens utbredningsområde är Panama. Inga underarter finns listade i Catalogue of Life.